# Mecánica estadística

La temperatura de un gas monoatómico es una medida relacionada con la energía cinética promedio de sus moléculas al moverse. De acuerdo con la física estadística clásica la energía por molécula es (siendo g el número de grados de libertad, k la constante de Boltzmann y T la temperatura absoluta.

La mecánica estadística es una rama de la física que mediante la teoría de la probabilidad es capaz de deducir el comportamiento de los sistemas físicos macroscópicos constituidos por una cantidad estadísticamente significativa de componentes equivalentes a partir de ciertas hipótesis sobre los elementos o partículas que los conforman y sus interacciones mutuas.
Los sistemas macroscópicos son aquellos que tienen un número de partículas cercano a la constante de Avogadro, cuyo valor, de aproximadamente {\displaystyle 10^{23}}, es increíblemente grande, por lo que el tamaño de dichos sistemas suele ser de escalas cotidianas para el ser humano, aunque el tamaño de cada partícula constituyente sea de escala atómica. Un ejemplo de un sistema macroscópico sería un vaso de agua.
La importancia del uso de las técnicas estadísticas para estudiar estos sistemas radica en que, al tratarse de sistemas tan grandes es imposible, incluso para las más avanzadas computadoras, llevar un registro del estado físico de cada partícula y predecir el comportamiento del sistema mediante las leyes de la mecánica, además del hecho de que resulta impracticable el conocer tanta información de un sistema real.
La utilidad de la mecánica estadística consiste en ligar el comportamiento microscópico de los sistemas con su comportamiento macroscópico o colectivo, de modo que, conociendo el comportamiento de uno,  pueden averiguarse detalles del comportamiento del otro. Permite describir numerosos campos de naturaleza estocástica como las reacciones nucleares; los sistemas biológicos, químicos, neurológicos, entre otros.
La mecánica estadística surgió a partir del desarrollo de la termodinámica, campo en el que se logró explicar las propiedades físicas macroscópicas -como la temperatura, la presión y la capacidad calorífica- en términos de parámetros microscópicos que fluctúan en torno a valores medios y se caracterizan por distribuciones de probabilidades.
Mientras que la termodinámica clásica se ocupa principalmente del equilibrio termodinámico, la mecánica estadística se ha aplicado en la mecánica estadística del no-equilibrio a las cuestiones de modelar microscópicamente la velocidad de procesos irreversibles que son impulsados por desequilibrios. Ejemplos de tales procesos incluyen reacción química y flujos de partículas y calor. El Teorema de fluctuación-disipación es el conocimiento básico obtenido de la aplicación de la mecánica estadística del no-equilibrio para estudiar la situación más simple de no-equilibrio de un flujo de corriente en estado estacionario en un sistema de muchas partículas.

## Ejemplos de aplicación
Empíricamente, la termodinámica ha estudiado los gases y ha establecido su comportamiento macroscópico con alto grado de acierto. Gracias a la mecánica estadística es posible deducir las leyes termodinámicas que rigen el comportamiento macroscópico de un gas, como la ecuación de estado del gas ideal o la ley de Boyle-Mariotte, a partir de la suposición de que las partículas en el gas no están sometidas a ningún potencial y se mueven libremente con una energía cinética igual a:
{\displaystyle E={1 \over 2}mv^{2}}
colisionando entre sí y con las paredes del recipiente de forma elástica (sin fuerzas disipativas). El comportamiento colectivo del gas depende de tan solo unas pocas variables macroscópicas (como la presión, el volumen y la temperatura). Este enfoque particular para estudiar el comportamiento de los gases se llama teoría cinética.
Para predecir el comportamiento de un gas, la mecánica exigiría calcular la trayectoria exacta de cada una de las partículas que lo componen (lo cual es un problema inabordable). La termodinámica hace algo radicalmente opuesto, establece unos principios cualitativamente diferentes a los mecánicos para estudiar una serie de propiedades macroscópicas sin preguntarse en absoluto por la naturaleza real de la materia de estudio. La mecánica estadística media entre ambas aproximaciones: ignora los comportamientos individuales de las partículas, preocupándose en vez de ello por promedios. De esta forma podemos calcular las propiedades termodinámicas de un gas a partir de nuestro conocimiento genérico de las moléculas que lo componen aplicando leyes mecánicas.

## Historia
En el siglo XVIII Daniel Bernoulli aplica razonamientos estadísticos para explicar el comportamiento de sistemas de fluidos.
Los años cincuenta del siglo XIX marcaron un hito en el estudio de los sistemas térmicos. Por esos años la termodinámica, que había crecido básicamente mediante el estudio experimental del comportamiento macroscópico de los sistemas físicos a partir de los trabajos de Nicolas Léonard Sadi Carnot, James Prescott Joule, Clausius y Kelvin, era una disciplina estable de la física. Las conclusiones teóricas deducidas de las primeras dos leyes de la termodinámica coincidían con los resultados experimentales. Al mismo tiempo, la teoría cinética de los gases, que se había basado más en la especulación que en los cálculos, comenzó a emerger como una teoría matemática real. Sin embargo, fue hasta que Ludwig Boltzmann en 1872 desarrolló su teorema H y de este modo estableciera el enlace directo entre la entropía y la dinámica molecular. Prácticamente al mismo tiempo, la teoría cinética comenzó a dar a luz a su sofisticado sucesor: la teoría del ensamble.
El poder de las técnicas que finalmente emergieron redujo la categoría de la termodinámica de «esencial» a ser una consecuencia de tratar estadísticamente un gran número de partículas que actuaban bajo las leyes de la mecánica clásica. Fue natural, por tanto, que esta nueva disciplina terminara por denominarse: mecánica estadística o física estadística.
La fundación del campo de la mecánica estadística se atribuye generalmente a tres físicos:
- Ludwig Boltzmann, que desarrolló la interpretación fundamental de la entropía en términos de una colección de microestados
- James Clerk Maxwell, que desarrolló modelos de distribución de probabilidad de tales estados
- Josiah Willard Gibbs, que acuñó el nombre del campo en 1884

En 1859, tras leer un artículo sobre la difusión de las moléculas de Rudolf Clausius, el físico escocés James Clerk Maxwell formuló la Distribución de Maxwell-Boltzmann de las velocidades moleculares, que daba la proporción de moléculas que tenían una determinada velocidad en un rango específico. Esta fue la primera ley estadística de la física.  Maxwell también dio el primer argumento mecánico de que las colisiones moleculares conllevan una igualación de temperaturas y, por tanto, una tendencia al equilibrio.  Cinco años más tarde, en 1864, Ludwig Boltzmann, un joven estudiante en Viena, se encontró con el artículo de Maxwell y pasó gran parte de su vida desarrollando el tema aún más.
La mecánica estadística se inició en la década de 1870 con el trabajo de Boltzmann, gran parte del cual se publicó colectivamente en sus Conferencias sobre la teoría de los gases de 1896. Los trabajos originales de Boltzmann sobre la interpretación estadística de la termodinámica, el teorema H, la teoría del transporte, el equilibrio térmico, la ecuación de estado de los gases, y temas similares, ocupan unas 2000 páginas en las actas de la Academia de Viena y otras sociedades. Boltzmann introdujo el concepto de conjunto estadístico de equilibrio y también investigó por primera vez la mecánica estadística de no equilibrio, con su teorema H.
El término "mecánica estadística" fue acuñado por el físico matemático estadounidense J. Willard Gibbs en 1884. Según Gibbs, el término "estadístico", en el contexto de la mecánica, es decir, mecánica estadística, fue utilizado por primera vez por el físico escocés James Clerk Maxwell en 1871:

"Al tratar con masas de materia, mientras no percibimos las moléculas individuales, nos vemos obligados a adoptar lo que he descrito como el método estadístico de cálculo, y a abandonar el método dinámico estricto, en el que seguimos cada movimiento por el cálculo."

"Mecánica probabilística" podría parecer hoy un término más apropiado, pero "mecánica estadística" está firmemente arraigada. Poco antes de su muerte, Gibbs publicó en 1902 Principios elementales de mecánica estadística, un libro que formalizaba la mecánica estadística como un enfoque totalmente general para abordar todos los sistemas mecánicos -macroscópicos o microscópicos, gaseosos o no gaseosos. Los métodos de Gibbs se derivaron inicialmente en el marco de la mecánica clásica, pero eran tan generales que se adaptaron fácilmente a la mecánica cuántica posterior, y siguen constituyendo la base de la mecánica estadística en la actualidad.

## Aplicación en otros campos
La mecánica estadística puede construirse sobre las leyes de la mecánica clásica o la mecánica cuántica, según sea la naturaleza del problema a estudiar. Aunque, a decir verdad, las técnicas de la mecánica estadística pueden aplicarse a campos ajenos a la propia física, como por ejemplo en economía. Así, se ha usado la mecánica estadística para deducir la distribución de la renta, y la distribución de Pareto para las rentas altas puede deducirse mediante la mecánica estadística, suponiendo un estado de equilibrio estacionario para las mismas (ver econofísica).

## Relación estadística-termodinámica
La relación entre estados microscópicos y macroscópicos (es decir, la termodinámica) viene dada por la famosa fórmula de Ludwig Boltzmann de la entropía:
{\displaystyle S(E,N,V)=k_{B}\log(\Omega )\,}
donde {\displaystyle \Omega } es el número de estados microscópicos compatibles con una energía, volumen y número de partículas dado y {\displaystyle k_{B}} es la constante de Boltzmann.
En el término de la izquierda tenemos la termodinámica mediante la entropía definida en función de sus variables naturales, lo que da una información termodinámica completa del sistema. A la derecha tenemos las configuraciones microscópicas que definen la entropía mediante esta fórmula. Estas configuraciones se obtienen teniendo en cuenta el modelo que hagamos del sistema real a través de su hamiltoniano mecánico.
Esta relación, propuesta por Ludwig Boltzmann, no la aceptó inicialmente la comunidad científica, en parte debido a que contiene implícita la existencia de átomos, que no estaba demostrada hasta entonces. Esa respuesta del medio científico, dicen, hizo que Boltzmann, desahuciado, decidiera quitarse la vida.
Actualmente esta expresión no es la más apropiada para realizar cálculos reales. Ésta es la llamada ecuación puente en el colectivo microcanónico. Existen otros colectivos, como el colectivo canónico o el colectivo macrocanónico, que son de más interés práctico.

## Postulado fundamental
El postulado fundamental de la mecánica estadística, conocido también como postulado de equiprobabilidad a priori, es el siguiente:

Dado un sistema aislado en equilibrio, el sistema tiene la misma probabilidad de estar en cualquiera de los microestados accesibles.

Este postulado fundamental es crucial para la mecánica estadística, y afirma que un sistema en equilibrio no tiene ninguna preferencia por ninguno de los microestados disponibles para ese equilibrio. Si Ω es el número de microestados disponibles para una cierta energía, entonces la probabilidad de encontrar el sistema en uno cualquiera de esos microestados es p = 1/Ω.
El postulado es necesario para poder afirmar que, dado un sistema en equilibrio, el estado termodinámico (macroestado) que está asociado a un mayor número de microestados es el macroestado más probable del sistema. Puede ligarse a la función de teoría de la información, dada por:
{\displaystyle I=\sum _{i}\rho _{i}\ln \rho _{i}=\langle \ln \rho \rangle }
Cuando todas las rho son iguales, la función de información I alcanza un mínimo. Así, en el macroestado más probable además es siempre uno para el que existe una mínima información sobre el microestado del sistema. De eso se desprende que en un sistema aislado en equilibrio la entropía sea máxima (la entropía puede considerarse como una medida de desorden: a mayor desorden, mayor desinformación y, por tanto, un menor valor de I).

### La entropía como desorden
En todos los libros de termodinámica se interpreta la entropía como una medida del desorden del sistema. De hecho, a veces se enuncia el segundo principio de la termodinámica diciendo: El desorden de un sistema aislado sólo aumenta.
Es importante saber que esta relación viene, como acabamos de saber, de la mecánica estadística. La termodinámica no es capaz de establecer esta relación por sí misma, pues no se preocupa en absoluto por los estados microscópicos. En este sentido, la mecánica estadística es capaz de demostrar la termodinámica, ya que, partiendo de unos principios más elementales (a saber, los mecánicos), obtiene por deducción estadística el segundo principio. Fue esa la gran contribución matemática de Ludwig Boltzmann a la termodinámica.

## Procedimientos de cálculo
La formulación moderna de esta teoría se basa en la descripción del sistema físico por un elenco de conjuntos o colectividad que representa la totalidad de configuraciones posibles y las probabilidades de realización de cada una de las configuraciones.
A cada colectividad se le asocia una función de partición que, por manipulaciones matemáticas, permite extraer los valores termodinámicos del sistema. Según la relación del sistema con el resto del Universo, se distinguen generalmente tres tipos de colectividades, en orden creciente de complejidad:
- la colectividad microcanónica describe un sistema completamente aislado, por tanto con energía constante, que no intercambia energía, ni partículas con el resto del Universo;
- la colectividad canónica describe un sistema en equilibrio térmico con un foco térmico exterior; solo puede intercambiar energía en forma de transferencia de calor con el exterior;
- la colectividad gran canónica reemplaza a la colectividad canónica para sistemas abiertos que permiten el intercambio de partículas con el exterior.

| Tabla resumen de colectividades en mecánica estadística | Colectividades :                               | Colectividades :                                                          | Colectividades :                                                                                           |
| Tabla resumen de colectividades en mecánica estadística | Microcanónica                                  | Canónica                                                                  | Gran canónica                                                                                              |
| Variables fijas                                         | E, N, V o B                                    | T, N, V o B                                                               | T, μ, V o B                                                                                                |
| Función microscópica                                    | Número de microestados {\displaystyle \Omega } | Función de partición canónica {\displaystyle Z=\sum _{k}e^{-\beta E_{k}}} | Función de partición gran canónica {\displaystyle \Xi \ =\ \sum _{k}\sum _{s}e^{-\beta (E_{k}-\mu N_{s})}} |
| Función macroscópica                                    | {\displaystyle S\ =\ k_{B}\ \ln \Omega }       | {\displaystyle F\ =\ -\ k_{B}T\ \ln Z}                                    | {\displaystyle F-G=-pV=-\ k_{B}T\ln \Xi }                                                                  |